# Amol
Amol este un oraș din Iran.